# Wereldkampioenschappen baanwielrennen 1987
De wereldkampioenschappen baanwielrennen 1987 vonden plaats in de laatste week van augustus in de Oostenrijkse stad Wenen. In totaal vonden er veertien onderdelen plaats; twee bij de vrouwen en twaalf bij de mannen. Bij de mannen waren zeven onderdelen voor amateurs en de andere vijf voor profs toegankelijk. Het was voor de tweede keer, naast 1898, dat de WK plaatsvonden in de Wenen. Het medailleklassement werd gewonnen door de Sovjets met zeven medailles in totaal.

## Uitslagen

### Mannen profs
| Onderdeel     | Goud                                    | Zilver                         | Brons                                                 |
| ------------- | --------------------------------------- | ------------------------------ | ----------------------------------------------------- |
| Achtervolging | Hans-Henrik Ørsted                      | Jesper Worre                   | Anthony Doyle                                         |
| Keirin        | Harumi Honda                            | Claudio Golinelli              | Urs Freuler                                           |
| Puntenkoers   | Urs Freuler                             | Anthony Doyle                  | Roger Ilegems                                         |
| Sprint        | Nobuyuki Tawara                         | Hideyuki Matsui                | Claudio Golinelli                                     |
| Stayeren      | Zwitserland Max Hürzeler Ueli Luginbühl | Australië Danny Clark Karl Igl | Bondsrepubliek Duitsland Werner Betz Christian Dippel |

### Mannen amateurs
| Onderdeel            | Goud                                                                               | Zilver                                                                                 | Brons                                                                           |
| -------------------- | ---------------------------------------------------------------------------------- | -------------------------------------------------------------------------------------- | ------------------------------------------------------------------------------- |
| 1 kilometer          | Martin Vinnicombe                                                                  | Jens Glücklich                                                                         | Konstantin Chrabtsjov                                                           |
| Achtervolging        | Gintautas Oemaras                                                                  | Vjatsjeslav Jekimov                                                                    | Arturas Kasputis                                                                |
| Ploegenachtervolging | Sovjet-Unie Sergej Chmelinine Vjatsjeslav Jekimov Aleksandr Krasnov Viktor Manakov | Duitse Democratische Republiek Steffen Blochwitz Roland Hennig Dirk Meier Carsten Wolf | Tsjecho-Slowakije Svatopluk Buchta Miroslav Junec Miroslav Kundera Pavel Soukop |
| Puntenkoers          | Marat Ganejev                                                                      | Uwe Messerschmidt                                                                      | Pascal Lino                                                                     |
| Sprint               | Lutz Hesslich                                                                      | Bill Huck                                                                              | Michael Hübner                                                                  |
| Stayeren             | Italië Mario Gentili Walter Corradin                                               | Italië Vincenzo Colamartino Gianni Fratarcangeli                                       | Oostenrijk Roland Königshofer Karl Igl                                          |
| Tandem               | Frankrijk Fabrice Colas Frédéric Magné                                             | Italië Andrea Faccini Roberto Nicotti                                                  | Tsjecho-Slowakije Lubomir Hargas Vítězslav Vobořil                              |

### Vrouwen
| Onderdeel     | Goud          | Zilver               | Brons                   |
| ------------- | ------------- | -------------------- | ----------------------- |
| Achtervolging | Rebecca Twigg | Jeannie Longo        | Mindee Mayfield         |
| Sprint        | Erika Salumäe | Christa Rothenburger | Connie Paraskevin-Young |

## Medaillespiegel
| Plaats | Land                           | Goud | Zilver | Brons | Totaal |
| 1      | Sovjet-Unie                    | 4    | 1      | 2     | 7      |
| 2      | Japan                          | 2    | 1      | 0     | 3      |
| 3      | Zwitserland                    | 2    | 0      | 1     | 3      |
| 4      | Duitse Democratische Republiek | 1    | 4      | 1     | 6      |
| 5      | Italië                         | 1    | 3      | 1     | 5      |
| 6      | Frankrijk                      | 1    | 1      | 1     | 3      |
| 7      | Australië                      | 1    | 1      | 0     | 2      |
| 7      | Denemarken                     | 1    | 1      | 0     | 2      |
| 9      | Verenigde Staten               | 1    | 0      | 2     | 3      |
| 10     | Bondsrepubliek Duitsland       | 0    | 1      | 1     | 2      |
| 10     | Verenigd Koninkrijk            | 0    | 1      | 1     | 2      |
| 12     | Tsjecho-Slowakije              | 0    | 0      | 2     | 2      |
| 13     | Oostenrijk                     | 0    | 0      | 1     | 1      |
| 13     | België                         | 0    | 0      | 1     | 1      |
| Totaal | Totaal                         | 14   | 14     | 14    | 42     |